# Leslie Holdridge

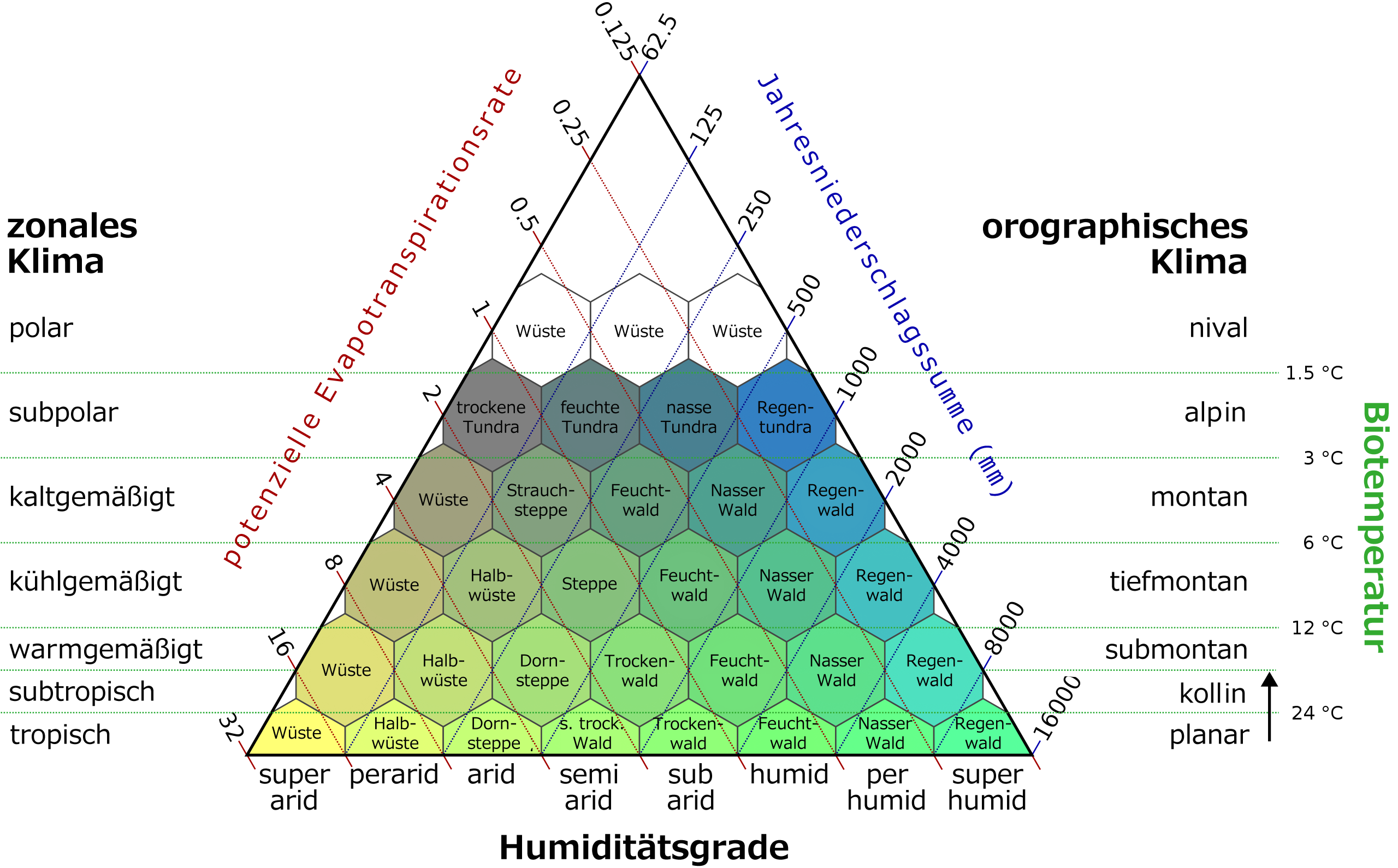
Holdridges „Life Zones“

Leslie Rensselaer Holdridge (* 29. September 1907 in Ledyard, Connecticut, USA; † 19. Juni 1999 in Easton, Maryland, USA) war ein amerikanischer Botaniker und Klimatologe. Er arbeitete in Costa Rica als Tropenwaldforscher.
Seine bekannteste Arbeit ist ein Klassifikationsschema für Klima- und Vegetationszonen bzw. Höhenstufen in Abhängigkeit von Evapotranspiration (jegliche Verdunstung), Jahresniederschlag, Biotemperatur und Humidität/Aridität, das er selbst als „Life Zones“ bezeichnete.
Er ist der Vater des US-amerikanischen Komponisten Lee Holdridge.